# Willi Lauk
Willi Lauk (* 25. Dezember 1913 in Pingtan, Guangdong, Republik China; † 21. Dezember 1965 in Stuttgart) war ein deutscher Politiker (CDU).

## Leben
Lauk kam in China zur Welt. Sein Vater Gottlieb Lauk (1884–1961) war dort als Missionar der Basler Mission tätig. Er hatte einen Zwillingsbruder, der 1943 an der Ostfront fiel.
Lauk trat zum 1. Mai 1933 der NSDAP bei (Mitgliedsnummer 3.218.500). Er wurde 1935 Mitglied der Kirchlich-theologischen Sozietät in Württemberg. Von 1948 bis 1953 war er Leiter des Jungmännerwerks, damals Teil der Evangelischen Jugend. Von 1953 bis 1965 war Lauk als Oberstudiendirektor Schulleiter des Oberstufen-Mädchengymnasiums der Landeskirche in Großsachsenheim (Lichtenstern-Gymnasium).
Bei der Landtagswahl in Baden-Württemberg 1964 wurde Lauk über ein Zweitmandat im Wahlkreis Stuttgart III in den Landtag von Baden-Württemberg gewählt, dem er bis zu seinem Tod im Dezember 1965 angehörte. 1964 gehörte er der 4. Bundesversammlung an. Nach seinem Tod rückte Erwin Springer für ihn in den Landtag nach.
Lauk war Kirchenrat und lebte in Michelbach an der Bilz. Er starb am 21. Dezember 1965 an den Folgen eines Herzinfarktes in einem Stuttgarter Krankenhaus.